# Marque substitutive
Le texte fantôme (ou placeholder en anglais « remplisseur ») est un terme, signe ou autre marque qui tient la place d'un contenu inconnu ou non identifié.
Dans les disciplines impliquant des langages formels, particulièrement les mathématiques et l'informatique, les variables libres et les variables liées sont des marques substitutives dont les variables métasyntaxiques sont un exemple humoristique.
Note : outre marque substitutive, la traduction en français du mot placeholder peut avoir plusieurs significations sensiblement différentes selon le contexte :
- emplacement réservé ;
- terme générique ;
- paramètre fictif ;
- substitut ;
- remplacement ;
- structure générique ;
- espace vide (destiné à être utilisé ultérieurement).